# Тауриди

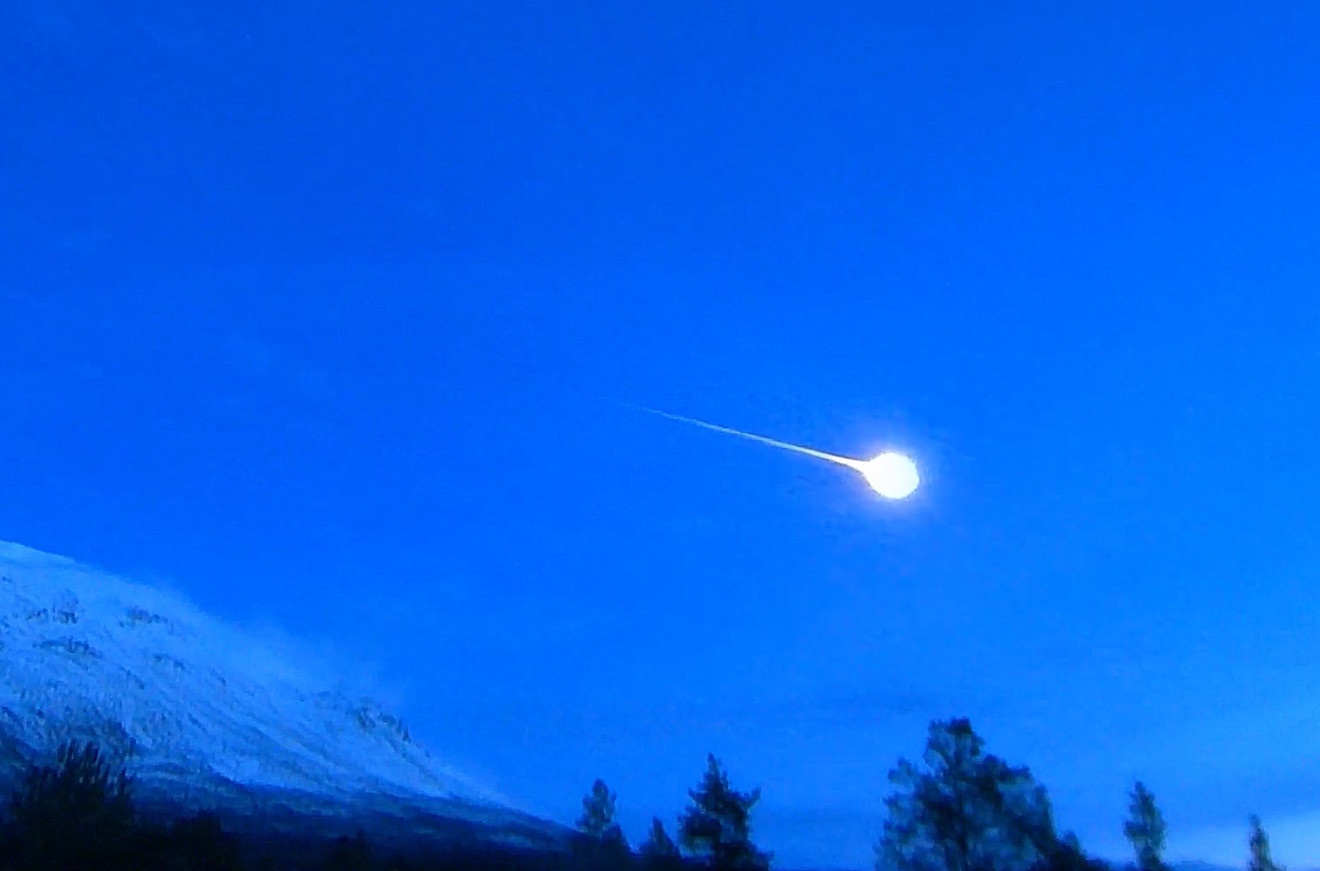
Болід Північних Таурид, грудень 4, 2020 14:30 CET.

Тауриди — метеорний потік, що спостерігається у вересні — грудні. Радіант метеорного потоку перебуває в сузір'ї Тельця.

## Загальна характеристика
Тауриди асоціюються з кометою Енке — вони являють собою викинуті з комети шлейфи частинок, орбіти яких перетинаються з орбітою Землі.
Тауриди складаються з двох гілок — Південних і Північних Таурид. Їх радіанти дрейфують по небу паралельно — один південніше, інший північніше на відстані близько 9° один від одного. Максимуми спостерігаються у Південних Таурид з 30 жовтня по 7 листопада, у Північних — з 4 по 7 листопада. Активність кожного з потоків оцінюється приблизно в 7 метеорів на годину.
Вперше спостереження Таурид здійснювалося в 1869 році, до кінця XIX століття спостереження північної гілки були постійними, а південної — періодичними. Мабуть, із цієї причини гілки не сприймали як стабільний метеорний потік. У 1940—1950 рр. накопичені дані дозволили розрахувати параметри орбіт потоків, що дозволило асоціювати їх із кометою Енке. Кут між площинами орбіт потоків та комети становить 10—15°, але його можна пояснити накопиченим за тривалий період впливом Юпітера.

## Інтернет-ресурси
- November 2008 Taurid Meteor Fireballs
- Taurid Meteors To Peak Monday
- Fireball Sightings — NASA
- Scientific articles pertaining to the Taurid complex [Архівовано 14 лютого 2006 у Wayback Machine.]
- Northern Taurids (NTA) for 2012 [Архівовано 28 грудня 2012 у WebCite] (Maximum: November 12; ZHR = 5; V = 29 km/s)
- Southern Taurids (STA) for 2012 [Архівовано 28 грудня 2012 у WebCite] (Maximum: October 10; ZHR = 5; V = 27 km/s)